# Complexul de cazărmi de pe str. Mitropolit Dosoftei, 124 (Chișinău)
Complexul de cazărmi de pe str. Mitropolit Dosoftei, 124 este un complex de clădiri amplasat pe str. Mitropolit Dosoftei, 124 în Chișinău, Republica Moldova. Este un monument istoric și arhitectural de importanță națională inclus în Registrul monumentelor Republicii Moldova ocrotite de stat cu nr. 231 (municipiul Chișinău). Datează din anii 1870-1880.